# セアラバセベ国立公園
セアラバセベ国立公園（セアラバセベこくりつこうえん、英: Sehlabathebe National Park）は、レソトのクァクハスネック県、マロティ山脈に位置する国立公園で、国境を越える世界遺産である「マロティ＝ドラケンスバーグ公園」の一部をなしている。岩山の造形や湿地・草原の景観が海抜2,750m以上の高所に広がっている。特に湿原は「重要鳥類地区」に選定。
顕著な生物多様性と重要な文化遺産の双方を擁するこの国立公園は、1969年5月8日に設定されたレソト最古の国立公園である。その景観は主に様々な類型の草原で占められており、この国立公園を始めとする一帯の生態系は、レソト、南アフリカ共和国、ナミビアへの淡水の供給を始めとして、かけがえのない諸機能を有している。日本語文献では「セサバテーベ国立公園」とも表記される。

## 位置
レソト最古にして2番目に大きいこの公園は、レソトの南東端、標高およそ2,400メートルに位置し、かなり隔絶した環境にあることから、その地を訪問することは挑戦的である。隔絶した険しい場所にあるが、景観が美しく、手付かずの自然やその静かな環境に身を置くことには、行くだけの価値がある。セサバテーベは「高原の楯」の意味であり、起伏のある草原、野生の花々、そして静寂が、完全に孤立しているという感覚を呈することをその名に反映している。

## アクセス
地元の人々が使っている手段としては、徒歩もしくは馬を使うことが挙げられる。この手段では、南アフリカのクワズール・ナタール州のアンダーバーグ近郊のブッシュマンズ・ネック・パスからアクセスする。
自動車を利用する場合、四輪駆動車でタバ＝ツェカ (Thaba-Tseka) の町からマタベング山の山道を使う方法があり、距離は122km、所要時間はおよそ12時間である。別の手段としては、南アフリカ国境付近の道を使う方法がある

## 世界遺産
この国立公園は、2008年10月8日にUNESCOの世界遺産の暫定リストに記載され、2013年にウクハランバ/ドラケンスバーグ公園（南アフリカ共和国の世界遺産、2000年登録）の拡大という形で、世界遺産リストに登録された。セサバテーベ国立公園は、レソトの観光・教育・文化省の管轄下にある。